# Estância de Baixo
Estância de Baixo est un village  de l’île de Boa Vista au Cap-Vert.

## Présentation
La population d’Estância de Baixo était de 578 habitants en 2010, ce qui en faisait la troisième localité la plus peuplée de l'île. 
Le village se trouve à environ 6 km au sud-est de la capitale insulaire de Sal Rei, à l'ouest du Deserto de Viana, sur la rive orientale de Ribeira do Rabil et à proximité de l’aéroport de Rabil.
Le village est traversé par la route nationale EN3-BV05. 
Estância de Baixo est à proximité du désert de Viana tandis que Ribeira do Rabil est une oasis dans cette zone aride.
La culture locale de l'Estancia de Baixo est le reflet du riche patrimoine du Cap-Vert, avec des influences africaines, portugaises et créoles se fondant dans une mosaïque de traditions et de coutumes.